# Chris Zylka
Chris Zylka, né Christopher Settlemire le 9 mai 1985 à Warren dans l'Ohio, est un acteur et mannequin américain.

## Biographie
Il a emprunté le nom de jeune fille de sa mère. Il est d'origine russe et ukrainienne.

## Carrière

### Télévision
Chris Zylka a commencé sa carrière d'acteur en 2008 en jouant dans un épisode de 90210 Beverly Hills : Nouvelle Génération. Il a ensuite eu un rôle dans la série Tout le monde déteste Chris, puis est apparu dans Hannah Montana, Cougar Town et Zeke et Luther.
Il joue par la suite dans la série 10 Things I Hate About You. Il est apparu dans The People I've Slept With avant d'être embauché pour le téléfilm d'horreur My Super Psycho Sweet 16 et, en 2010, sera repris pour la suite My Super Psycho Sweet 16 : Partie 2.
En août 2011, il a été choisi pour incarner Jake Armstrong, un des personnages principaux de la nouvelle série fantastique/dramatique/thriller, The Secret Circle sur la chaîne The CW. En mai 2012, la série a été annulée.
En 2012, le rôle de Daniel dans la deuxième saison de l'anthologie American Horror Story lui est proposé mais le projet n'aboutira pas du fait de sa réticence à se raser le crâne. Il est finalement remplacé par l'acteur Casey Wyman.
En 2013, il apparaît dans plusieurs épisodes de la nouvelle série d'ABC Family, Twisted au côté d'Avan Jogia.

### Cinéma
Sa carrière au cinéma commence en 2010 avec Kaboom de Gregg Araki. En 2011, Chris Zylka a joué dans deux films Piranha 3DD et Shark 3D, puis il joue Flash Thompson dans le reboot de Spider-Man.

## Vie personnelle
Chris Zylka a été en couple avec l'actrice et chanteuse Lucy Hale, de janvier à septembre 2012. En janvier 2014, il a été en couple avec la styliste et mannequin Hanna Beth Merjos. Ils se sont fiancés en avril 2014, après trois mois de relation. Depuis mars 2015 ils sont séparés. En février 2017 Paris Hilton officialise sa romance avec Chris Zylka et en janvier 2018, ils annoncent leurs fiançailles. Il se sépare de Paris Hilton en novembre 2018.

## Filmographie

### Cinéma
- 2010 : Kaboom de Gregg Araki : Thor
- 2011 : Shark 3D de David R. Ellis : Blake Hammond
- 2012 : Piranha 3DD de John Gulager : Kyle
- 2012 : The People I've Slept With de Quentin Lee : M.. Hottie
- 2012 : The Amazing Spider-Man de Marc Webb : Flash Thompson
- 2014 : The Amazing Spider-Man : Le Destin d'un héros (The Amazing Spider-Man 2) de Marc Webb : Flash Thompson
- 2015 : Bare de Natalia Leite : Haden
- 2015 : Dixieland de Hank Bedford : Kermit
- 2015 : Freaks of Nature de Robbie Pickering : Chaz Jr.
- 2017 : Novitiate de Margare Betts : Chuck Harris
- 2016 : Welcome to Willits de Trevor Ryan : Jeremiah
- 2018 : Ma vie avec John F. Donovan (The Death and Life of John F. Donovan) de Xavier Dolan : Will Jefford Jr.

### Télévision

#### Téléfilms
- 2009 : My Super Psycho Sweet 16 : Brigg Jenner
- 2010 : My Super Psycho Sweet 16 : Partie 2 : Brigg Jenner
- 2011 : La Reine du bal : Nick
- 2015 : J'ai tué ma meilleure amie : Alex Lachan
- 2021 : Comment j’ai rencontré ton meurtrier (How I Met Your Murderer) de Emily Dell : Oliver

#### Séries télévisées
- 2008 : 90210 Beverly Hills : Nouvelle Génération : Jason (saison 1, épisode 10 et saison 5 épisode 11)
- 2008 - 2009 : Tout le monde déteste Chris : Rôle récurrent (saison 1, épisodes 1, 10 et 22)
- 2009 : Hannah Montana : Gabe Lamotti (saison 3, épisodes 11 et 14)
- 2009 : Cougar Town : BJ (saison 1, épisode 1)
- 2009 - 2010 : Zeke et Luther : Doyce Pluck (saison 1 et 2, 2 épisodes)
- 2009 - 2010 : 10 Things I Hate About You : Joey Donner (16 épisodes)
- 2011 - 2012 : The Secret Circle : Jake Armstrong
- 2013 : Twisted : Tyler, le frère de Phoebe (saison 1, épisode 7,8,10,11)
- 2014 - 2017 : The Leftovers : Tommy Garvey
- 2019 : Dare Me : Caporal Kurtz

## Voix françaises
- Yoann Sover dans[2] :
  - 90210 Beverly Hills : Nouvelle Génération (2008)
  - Shark 3D (2011)
  - Piranha 2 3D (2012)
  - The Amazing Spider-Man (2012)
  - J'ai tué ma meilleure amie (2015)
- Franck Lorrain dans 
  - Kaboom[3] (2010)
  - The Secret Circle[4] (2012-2013)
  - The Leftovers[5] (2014-2017)
- Damien Latka dans Hannah Montana
- Emmanuel Garijo dans Ma vie avec John F. Donovan

## Crédit d'auteurs
- (en) Cet article est partiellement ou en totalité issu de l’article de Wikipédia en anglais intitulé « Chris Zylka » (voir la liste des auteurs).